# Karin Lanz
Karin Lanz (* 16. März 1977 in Dielsdorf) ist eine Schweizer Moderatorin und Schauspielerin.

## Leben und Wirken
Karin Lanz wurde 1998 als Miss-Schweiz-Finalistin bekannt. Seit 1999 moderiert sie verschiedene Fernsehformate für den ersten nationalen Privatsender TV3. Sie präsentiert das Wetter und viele Extrashows wie Valentinstag mit Björn Hering, oder TV3 auf die 3 mit Dani Fohrler, mit dem sie 2000 auch die erste Staffel von Big Brother Schweiz präsentiert. Nach dem Sendeschluss von TV3 folgten später unter anderem die Fernsehsendung Upps! Die Schweizer Pannenshow auf dem Fernsehsender 3 Plus TV und zahlreiche Veranstaltungen. Von 2011 bis 2014 war sie als Wissenschaftsreporterin für die Rubrik Wie jetzt...?! für Nano 3sat auch international unterwegs.
Zudem absolvierte Karin Lanz eine Schauspielausbildung von 1999 bis 2000 an der European Film Actor School in Zürich und von 2000 bis 2002 am The Actor's Center Rome. Danach wirkte sie in einigen Fernsehproduktionen und Kinofilmen mit und bekam eine Rolle in dem James-Bond-Film Quantum of Solace.
Seit 2015 engagiert sie sich für die Kreislaufwirtschaft. Sie entwickelt mit der Lanz Natur AG eine eigene Linie für Naturkosmetik. Ihre Produktlinie ist Cradle-to-cradle zertifiziert.
Karin Lanz ist Mutter zweier Kinder. Sie wohnt in Zürich.

## Filmografie
- 2006: Handyman (Kinofilm)
- 2006: Flanke ins All (Fernsehfilm)
- 2008: Tag und Nacht (Fernsehserie)
- 2008: Geld oder Leben (Kinofilm)
- 2008: James Bond – Ein Quantum Trost (Quantum of Solace)
- 2009: Die 10 (Fernsehserie)